# سيدني بينغهام
سيدني بينغهام هو سياسي كندي، ولد في 2 يناير 1875، وتوفي في 1938. انتخب عضو المجلس التشريعي من ساسكاتشوان.